# Andrij Sereda
Andrij Wiktorowycz Sereda (ukr. Андрій Вікторович Середа; ur. 1 stycznia 1964 w Kijowie) – ukraiński wokalista rockowy, frontman ukraińskiego gotyckiego zespołu Komu Wnyz, autor tekstów, prezenter telewizyjny.
Jego debiutanckim utworem została piosenka „Subotiw” do słów Tarasa Szewczenki, napisana na urodziny ojca w 1983 roku.
W 1985 ukończył studia w Instytucie Teatralnym im. Karpenki-Karego w Kijowie (z zawodu aktor). W 1988 roku założył zespół rockowy „Komu Wnyz”. W 1989 w Czerniowcach wraz z tym zespołem został laureatem festiwalu „Czerwona Ruta”. W 1990 wraz z „Komu Wnyz” odbył pierwszą trasę zagraniczną, odwiedzając Kanadę.
Od 1999 pracował jako prezenter kanału telewizyjnego TRK Era. Uczestniczył w produkcji ukraińskiej wersji Teletubisie – serialu telewizyjnego przeznaczonego dla najmłodszych dzieci.
W 1988 ożenił się, a w 1989 urodził się mu syn Ołeksandr.